# Наука і технології Династії Сун

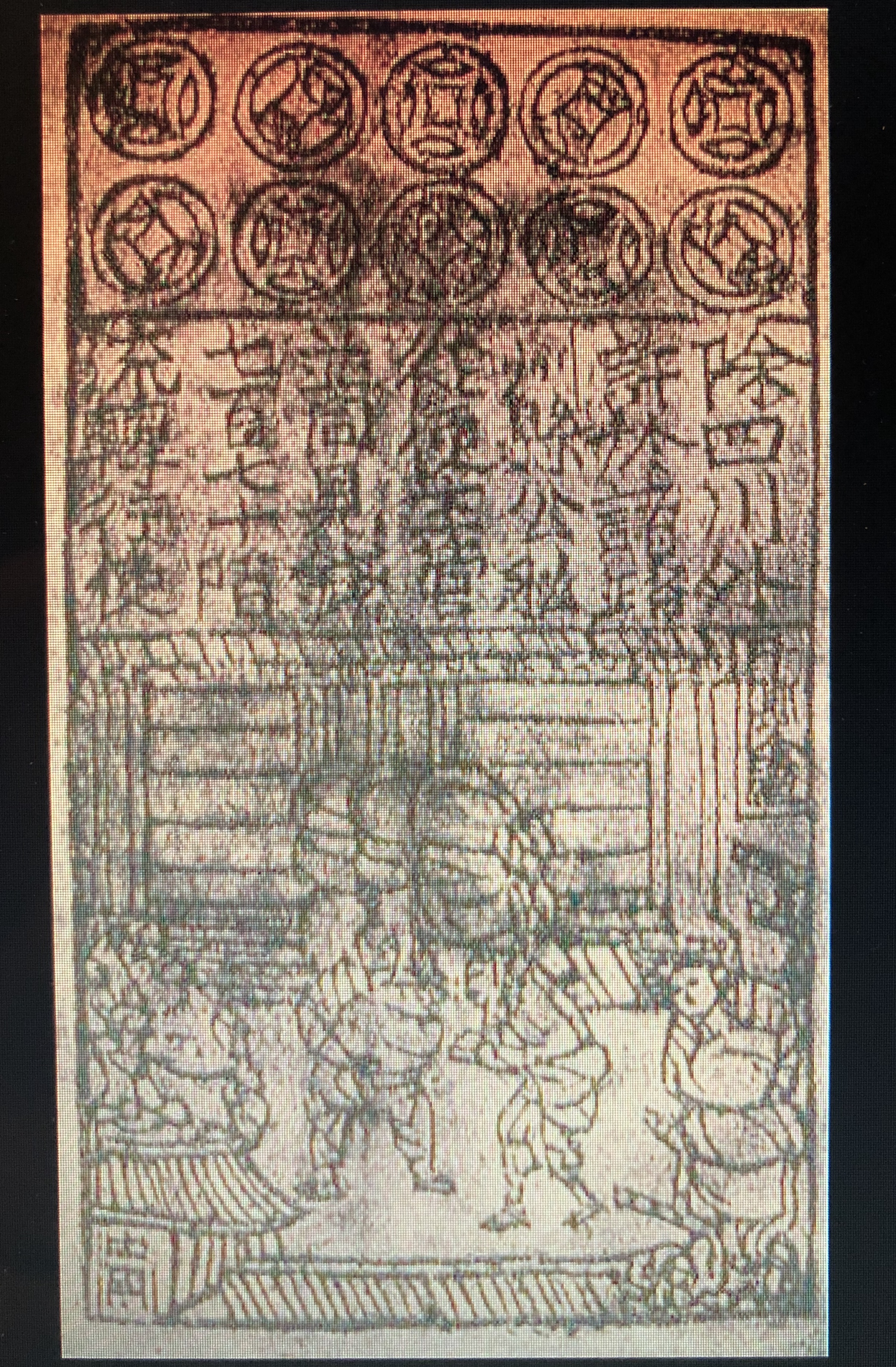
Перша банкнота в світі розроблена в Династії Сун

Династія Сун (960–1279 рр. До н. е.) зробила значний внесок у  найважливіші технологічні досягнення в історії Китаю, багато з яких здійсьнювались талановитими державними діячами, призваних та відібраних урядом за допомогою держваних іспитів.
Винахідливість передового машинобудування має давню традицію в Китаї. Інженер Сонг Су Сонг визнав, що він та його сучасники базувались на досягненнях давніх людей, таких як Чжан Хен (78–139), астроном, винахідник та ранній майстер механічних передач. Застосування рухомого друку сприяло вже широко розповсюдженому використання шліфуванню деревини для навчання та розваг конфуціанських студентів та широких мас. Застосування нової зброї із застосуванням пороху дозволило Сонгу здолати своїх бойових ворогів — Ляо, Західна Ся і Джин з такою зброєю як гармати — допоки він не зазнає невдачі від монгольських сил Кублай-хана в кінці 13 століття. Визначні досягнення в галузі громадського будівництва, мореплавства та металургії були досягнуті в Династії Сун, а також запровадження вітряного млина в Китаї протягом тринадцятого століття. Ці досягнення, разом із введенням паперових грошей, допомогли різко змінити та підтримати економіку династії Сун.

## Ручний друк
Технологію друку набору ручного типу була винайдена Бі Шен (毕 升; 990—1051) у 11 столітті. Твір Бі Шен був написаний Шен Куо в «Нарисах басейну мрії» (Менгсі Бітан). Ручний тип друку, разом із ксилографією, підвищив грамотність із масовим виробництвом друкованих матеріалів. Це означало, що батьки можуть заохочувати синів вчитися читати та писати, і як наслідок мати змогу скласти державний іспит.

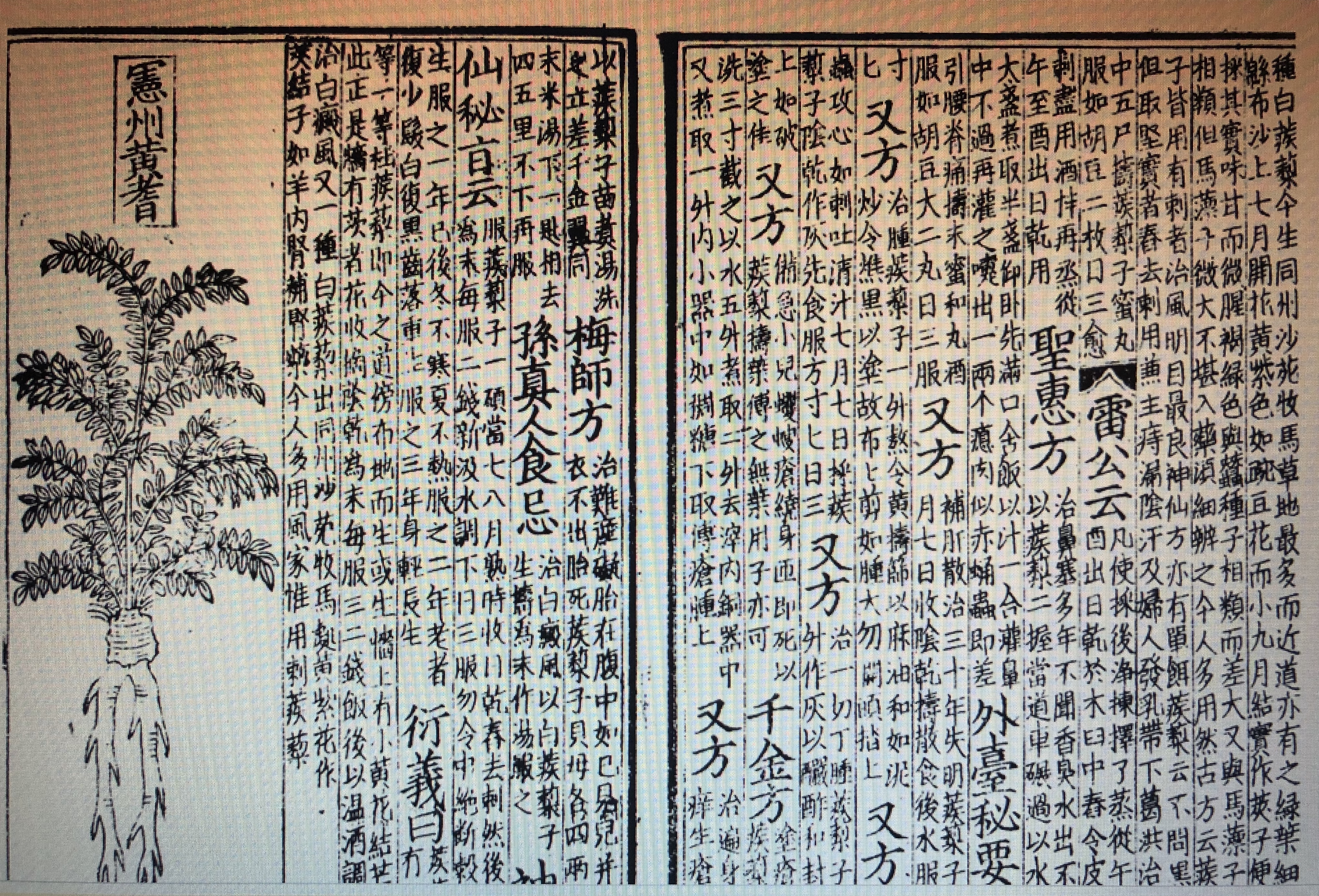
Бенкао з традиційної китайської медицини; надрукований у 1249 р., династія Сун

Друкарство рухомого типу було вдосконалено ще в епоху Хосеона в Кореї, де в 1234 році поміщались печені глиняні символи Бі Шен на символи з металу. Пізніше ручний тип друку Бі Шен був покращений Ван Чженом (1290—1333), який винайшов дерев'яні рухомі символи 1298 р. І Хуа Суй (1439—1513), який винайшов бронзовий рухомий тип друк у Китаї в 1490 році; проте корейці вже мали такий тип друку до Хуа Суй, і навіть Ван Чжень експериментував з рухомим металом з олов'яного металу. Незважаючи на те, що ручне друкування та шліфування деревини залишатиметься домінуючими видами друкарства протягом століть, європейські друкарські верстати (використовуючи елліністичний шнековий прес) зрештою були адаптовані країнами Східної Азії.
Масове виробництво паперу для друку письма вже було добре налагоджене в Китаї. Процес виготовлення паперу був удосконалений та стандартизований придворним євнухом династії Хань Кай Луном (50–121) у 105 році і широко використовувався для письма ще в 3 столітті. Династія Сун була першою у світі династією, яка випускала паперові гроші — банкноти . Туалетний папір був у Китаї загально вживанним з VI століття, паперові пакетики для збереження аромату чайного листя до 7 століття  та державні чиновники династії Сун, які зробили великий внесок у розвиток цєї сфери, були винагороджені судом подарунками — паперовими грошима, загорнуті у паперові конверти. У династії Сун були також розвинуті незалежні та урядові спонсоровані галузі для задоволення потреб населення, яке досягло понад 100 мільйонів. Наприклад, тільки для друку паперових грошей суд династії Сун створив кілька фабрик у містах Хуйчжоу, Ченду, Ханчжоу та Анкі . Кількість робочої сили, зайнятої на фабриках паперових грошей, була досить великою, оскільки в 1175 р. Було зафіксовано, що на одному заводі в Ханчжоу працювало більше тисячі робітників на день.

## Література

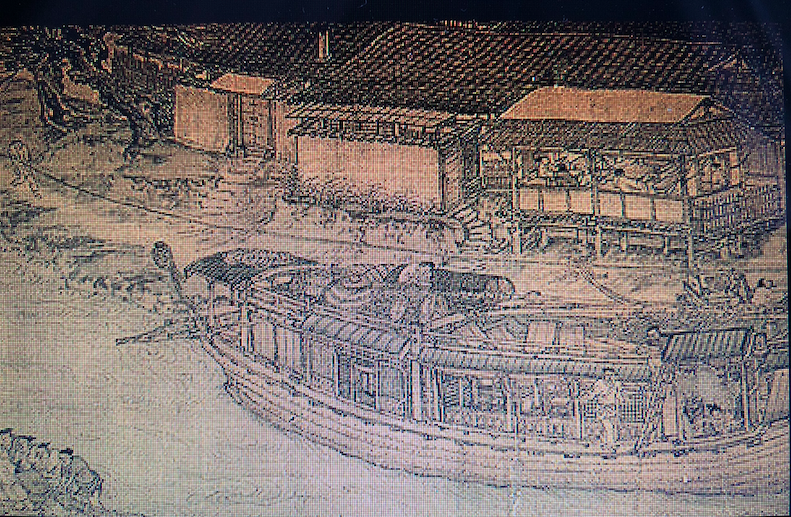
Вид на корабель на річці, 13 століття.

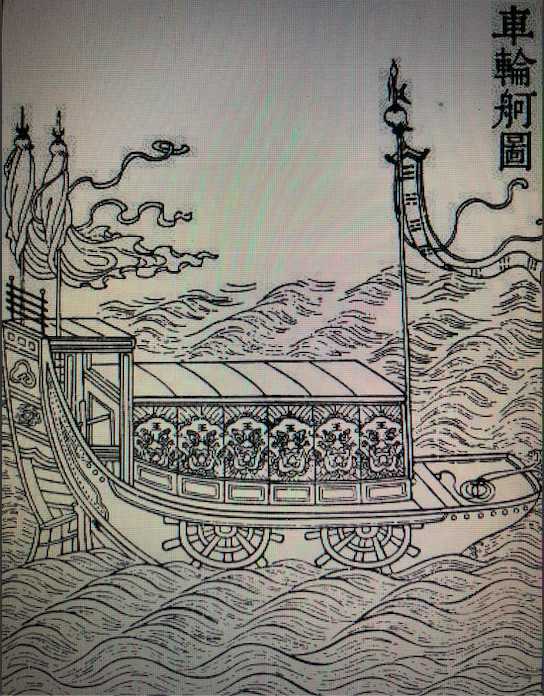
Корабель з веслами та колесом, 1726

## Енергія вітру
Ефект енергії вітру цінувався в Китаї задовго до впровадження млина у період Пісні. Невідомо, коли стародавні китайці використовували свої найперші надувні сильфони як вітродувні машини для печей. Можливо, вони існували ще за часів династії Шан (1600 р. до н. е. — 1050 р. до н. е.) завдяки складній технології злиття бронзи, що існувала у той період. Вони використовувались з моменту появи доменної печі в Китаї у VI столітті до н. е. оскільки чавунні сільськогосподарські прилади та зброя були широко розповсюдженими у V столітті до н. е. В 31, урядовий префект та інженер Ду Ши(помер у 38) використовували горизонтальні водяні колеса і складну механічну редукторну систему для управління великими сильфонами, які нагрівали доменну піч при виплавці чавуну. Сильфон продовжував використовуватись у металургії, однак були виявлені та використані інші джерела вітроенергетики. Ремісник з династії Хан Дін Хуан (фл. 180) став першопрохідником не тільки винаходу карданної підвіски, але й поворотного вентилятора, який можна було використовувати як простий кондиціонер. Для цього встановлювались  сім коліс, кожне діаметром близько 3 м (10 футів) і працювало вручну, але палаци династії Тан (618—907) містили поворотні вентилятори для кондиціонування повітря, а в династії Сонг — штат Нудхем "ефект холодоагенту від штучної тяги оцінюється все ширше ". Була також заплутана китайська машина обертання вентиляторів, яка зображена в сільськогосподарському трактаті Ван Чжена про Нонгу Шу 1313 р. (хоча найдавніше зображення виграшної машини походила від моделі гробниць династії Хан, що датувалася від II століття до н. е. до ІІ століття). Після цих нововведень вітряк був остаточно представлений Китаю на початку 13 століття через династію Цзінь на півночі Китаю, в період пізньої династії Сун.  
Перський вчений Алі ібн Сал Раббан аль-Табарі писав c. 850, що раніше Халіф Умар ібн аль-Хаттаб був убитий у 644 році техніком Абу Лу'луа, який стверджував, що будує млини, керовані силою вітру. Більш надійними були вітряні млини братів Бану-Муса (850—870), в той же час як є кілька авторів, що підтверджують вітряні млини Сістану (Іран), написані Абу Ішак аль-Істахрі та Абу аль-Касім ібн Хаукал. Північні китайці, за правління династії Юрчен Цзінь, ознайомилися з вітряками ісламського світу на початку 13 століття. Це можна прослідкувати в оповіданні про Шу Чжай Лао Сюе Конг Тан (Збірник переговорів вивченого старого чоловіка студії Шу), написаному Шен Руозі. У ньому написано:
"У колекції приватних творів «Шкільного пенсіонера» (Чжан Ран Джу Ши) є десять віршів про Хечонг-фу. Один з них описує краєвиди цього місця […] і говорить, що «пшениця, яка зберігається, перемелюється бурхливим вітром, а рис забивається свіжим висячими шкідниками. Західні люди (тобто турки) використовують вітряні млини (фен мо) так само, як люди Півдня (тобто Південна пісня) використовують водяні млини (шуй мо). А коли вони подрібнюють, вони виявляють, що шкідники звисають вертикально.»
Тут Шен Руозі цитує письмову довідку про вітряні млини від «Плацидівського пенсіонера», а саме Єлу Чукая (1190—1244), видатного державного діяча Цзінь та Юань (після того, як Цзін потрапив у 1234 році до монголів). У цьому уривку йдеться про подорож Єлью до Туркестану (сучасний Сіньцзян) у 1219 році, а Хечхун Фу — це фактично Самарканд (у сучасному Узбекистані). Згодом китайці застосували застосували «передні» вітрильні установки типових китайських мотобудівних кораблів до горизонтальних вітряків. Ці вітряні млини використовувались для роботи насосів з квадратними піддонними ланцюгами, які використовувались в китайському зрошенні ще з часів династії Хань. Такі вітряні млини досі використовуваються у наш час у Тяньцзіні та вздовж річки Янцзи. Першим європейцем, який побачив китайські вітряки, став Ян Ньйохофф, який помітив їх у Цзянсу під час подорожі по Великому каналу в 1656 році в рамках посольства Голландії в Пекіні. Першими європейськими вітряками  були написані в  статтях Діна Герберта з Східної Англії в 1191 році, який змагався з млинами абатства Бері-Сент-Едмундса.
Після вітряного млина, енергію вітру застосовали в інших пристроях та навіть транспортних засобах.  Там був «вітрильний візок», що з'явився принаймні за час династії Мін у 16 столітті (хоча це можна було знати раніше). Європейські мандрівники до Китаю наприкінці 16 століття здивувались тим, що знайшли великі одноколісні пасажирські та вантажні тачки, які не лише тягнули мулом чи конем, а й встановлювали на корабельних щоглах і вітрилах, що допомагають підштовхувати їх вітром.